# Сергозеро (озеро, Карелия)
Сергозеро — озеро на территории Поросозерского сельского поселения Суоярвского района Республики Карелии.

## Общие сведения
Площадь озера — 1,3 км². Располагается на высоте 160,2 метров над уровнем моря.
Форма озера продолговатая: оно вытянуто с севера на юг. Берега каменисто-песчаные, местами заболоченные.
Из южной оконечности озера вытекает безымянный водоток, втекающий в Совдозеро, через которое течёт река Безглазая (в нижнем течении — Гумарина), которая, беря начало из Котчозера, протекает через цепочку озёр Таразмо (с притоком реки Юнгаса) → Совдозеро → Хейзъярви → Руагъярви → Маймъярви → Пейярви, впадает в реку Ломнезерку, впадающую в озеро Селецкое.
По центру озера расположен один относительно крупный (по масштабам водоёма) остров без названия.
У южной оконечности озера располагается деревня Совдозеро, через которую проходит шоссе 86К-14 («Суоярви — Юстозеро — (через Поросозеро) — Медвежьегорск»).
Код объекта в государственном водном реестре — 02020001111102000007246.

## Панорама

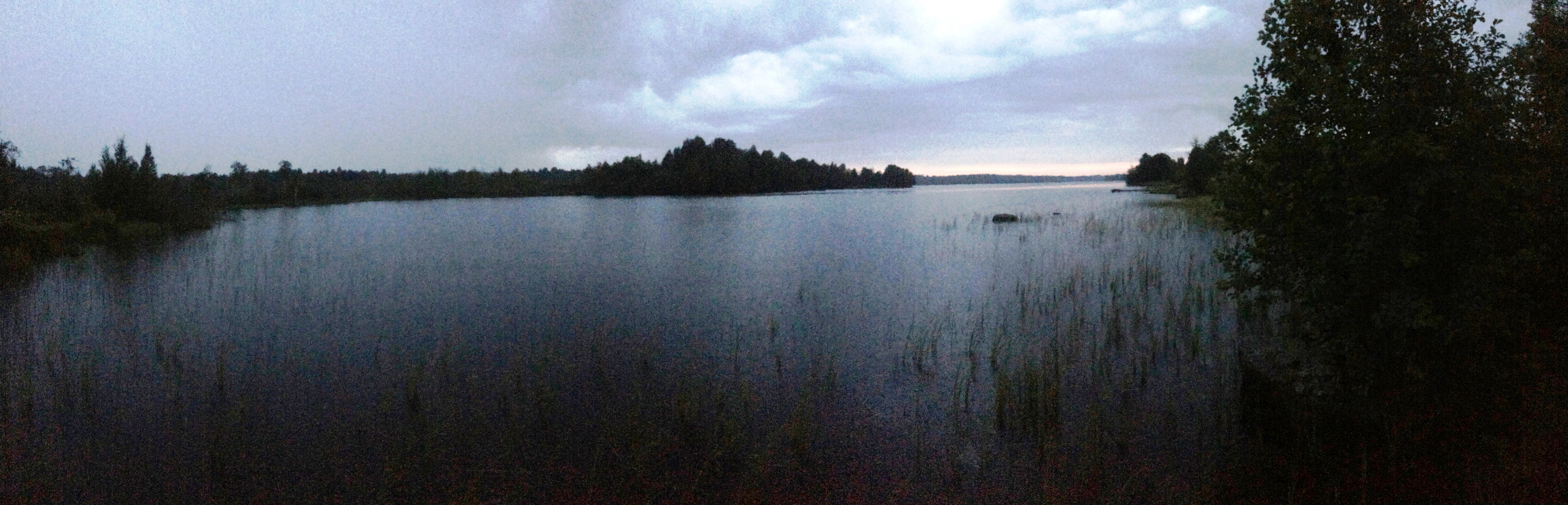
Панорама